# عمر إزرائيل مندوزا
عمر إزرائيل مندوزا (بالإسبانية: Omar Israel Mendoza)‏ (28 أكتوبر 1988 في المكسيك - ) هو لاعب كرة قدم مكسيكي في مركز الدفاع. لعب مع كروز آزول.

## وصلات خارجية
- عمر إزرائيل مندوزا على موقع Soccerway.com (الإنجليزية)
- عمر إزرائيل مندوزا على موقع AS.com (الإسبانية)